# М.С.Л.
ТОВ «М. С. Л.» (МСЛ) — українська компанія, що спеціалізується на розробці та розповсюдженні лотерей. Створена 1998 року на базі державного оператора лотерей «Молодьспортлото».
«М. С. Л.» проводить лотереї «Лото-Забава», «Спорпрогноз», «Мегалот». 2012 року виторг склав 2,1 млрд грн. Доля оператора на ринку складала 80 % (2010) та 51 % (2012). Президент та засновник компанії — Георгій Ложенко.
Підприємство має ліцензію Міністерства фінансів України № 446755.

## Історія
1992 року, після розпаду СРСР, українські зональні управління найбільшого тодішнього лотерейного оператора «Спортлото» об'єдналися, утворивши державну корпорацію «Молодьспортлото». Таке рішення було прийнято на установчій конференції представників 11 підприємств спортивних лотерей України, яка проходила з 26 по 29 лютого 1992 р. у Києві. Її ініціатором виступив Георгій Ложенко, якого було обрано директором корпорації.
1993 року компанія представила свої перші миттєві лотереї — «Фортуну молоді» і «Олімп», покликані підтримати олімпійських рух в Україні і профінансувати підготовку до змагань національної збірної. Компанію було прийнято дійсним членом до Європейської асоціації державних лотерей (AELLE).
У 1994 році «Молодьспортлото» перейшла на «адресні лотереї», першою з яких стала лотерея «Рекорд», кошти від якої спрямовувались на допомогу дитячим спортивним школам України. У 1995—1997 роках компанія проводила лотерею «Золоте колесо», фінальні розіграші якої транслювались по телебаченню. Кошти від її проведення йшли на підготовку спортсменів-учасників Олімпійських ігор 1996 року в Атланті.
12 травня 1996 року запрацював перший український лототрон, виготовлений на замомлення «Молодьспортлото». Відтоді проводилась числова лотерея «Українське спортлото», розіграші якої транслювалися на УТ-1.
У 1999 році з метою збереження конкуренції на ринку лотерей утворюється ТОВ «М. С. Л.». Компанія укладає договір з Фондом державного майна на оренду цілісного майнового комплексу ДП «Молодьспортлото» (дію договору припинено в 2005 році). Георгій Ложенко стає президентом оператора державних лотерей «М. С. Л.».
У серпні 1999 року було запущено гру «Лото-Забава», що згодом стала основним брендом «М. С. Л.».
У 2007 році «М. С. Л.» та американська компанія Scientific Games Corporation підписали договір про технічне забезпечення організації проведення миттєвих лотерей.
У 2010 році оператор ТОВ «М. С. Л.» відмовився виплачувати виграш у розмірі 3.150.000 грн громадянці, яка пред'явила виграшний лотерейний білет. «М. С. Л.» спростували цю інформацію. Відповідно даним тиражу № 519 виграш 3 150 000 грн був перерахований 15.07.2010 року, тобто в терміни, що відповідають умовам проведення лотерей.
У червні 2013 року оператор отримав «Сертифікат відповідності стандартам відповідальної гри» від Європейської лотерейної асоціації. Компанія стала першою на ринку лотерей України, яка змогла привести всі свої бізнес-процеси у відповідність із Європейськими стандартами відповідальної гри.
Станом на 2023 рік, донецька філія «М. С. Л.» була перереєстрована в окупованому Донецьку й зареєстрована на того ж власника, що й раніше Марінова Ігоря Вячеславовича.
За результатами 2014 року оператор державних лотерей «М. С. Л.» став найбільшим платником військового збору в Україні.
Наприкінці травня 2016 року «М. С. Л.» за результатами повторного незалежного аудиту знову підтвердила відповідність європейським стандартам та вдруге отримала «Сертифікат відповідності стандартам відповідальної гри» від EL.
28 червня 2016 року оператор приєднався до Світової Лотерейної Асоціації (The World Lottery Association, WLA). Того ж року компанія отримала «Сертифікат відповідності стандартам відповідальної гри» найвищого, 4-го, рівня від WLA.
2018 року компанія приєдналася до Асоціації рітейлерів України (RAU).

## Досягнення
9 жовтня 2016 року Національний реєстр рекордів України (НРР) зафіксував рекорд: найбільша кількість мільйонерів серед гравців в українські державні лотереї, починаючи з 1999 року, з'явилась завдяки лотереї «Лото-Забава».
7 червня 2017 року миттєві лотереї «М. С. Л.» потрапили до Топ-10 інновацій лотерейного ринку Європи, та посіли 8 місце у конкурсі European Lotteries Innovation Award, який проводиться Європейською асоціацією державних і ТОТО лотерей (EL) і призначений  для просування та визнання кращих інновацій у лотерейній індустрії Європи.
6 серпня 2017 року у прямому ефірі тиражу № 939 лотереї «Лото-Забава» було зафіксовано нове досягнення: експерт Національного реєстру рекордів України (НРР) Віталій Зорін засвідчив, що Анатолій Косарик має найбільший безперервний стаж роботи у лотерейній індустрії України. Напередодні, 31 липня 2017 року виповнилося рівно 45 років з того часу, як Анатолій Юхимович став начальником створеного ним Львівського зонального управління «Головспортлото».
17 грудня 2018 року оператор переміг у Національному конкурсі кейсів з корпоративної соціальної відповідальності у номінації «Накращий корпоративний внесок у Ціль сталого розвитку № 3».
15 січня 2020 року числова лотерея «Каре» потрапила до Топ-10 інновацій лотерейного ринку Європи, посівши 7 місце у конкурсі European Lotteries Innovation Award, який проводиться Європейською асоціацією державних і ТОТО лотерей (EL) і призначений  для просування та визнання кращих інновацій у лотерейній індустрії Європи.
2019 компанія втретє отримала «Сертифікат відповідності стандартам відповідальної гри» від EL.
2020 року числову лотерею «Каре» визнано однією з найбільш інноваційних лотерей у Європі.

## Власники і засновники
Згідно даних Єдиного державного реєстру та інформації з офіційного сайту ТОВ «М. С. Л.» станом на серпень 2019 рік, корпоративними правами на ТОВ «М. С. Л.» володіють:
1. Evolot Limited, Республіка Кіпр (99,964668174 % статутного капіталу);
2. Ложенко Георгій Олександрович (0,035331826 % статутного капіталу).

Кінцеві бенефіціарні власники:
1. Маркос Шіапаніс (Республіка Кіпр);
2. Кухар Ярослав Васильович (Україна);
3. Ложенко Тарас Георгійович (Україна);
4. Полосенко Олена Георгіївна (Україна).

Офшор Evolot Limited пов'язують із російським консорціумом «Альфа-Груп». За інформацією, що поширювалась у ЗМІ, «М. С. Л.» почала шукати інвестора на російському ринку до 2010 року, а на початку 2010 року «Альфа-Груп» домовилася про придбання долі у «М. С. Л.». У серпні 2014 року міністр фінансів України Олександр Шлапак заявив, що власниками «М. С. Л.» є міноритарні акціонери «Альфа-Групп».
Насправді «Альфа-Груп» ніколи не була у структурі власності компанії. Російський міф навколо «М. С. Л.» з'явився через лист 7-річної давності президента компанії Георгія Ложенка. В 2012 році «М. С. Л.» запропонувала Мінфіну залучити гроші від лотерей на фінансування Євро-2012. Тодішній уряд попросив довести, що у компанії є впливовий фінансовий партнер.
«М. С. Л.» надіслала листа в якому вказало, що партнером з реалізації проекту може виступити «Альфа-банк». Сам банк і тоді, і зараз не був у структурі власності компанії. Єдині фінансові відносини «М. С. Л.» та «Альфа-групп» — звичайний кредит від «Альфа-банк».
За ініціативою акціонерів «М. С. Л.», СБУ відкрило кримінальне провадження та провело розслідування щодо встановлення наявності фактів і дій, які могли б довести пов'язаність компанії з російськими інвесторами. В результаті кримінальне провадження закрито у березні 2017 у зв'язку з відсутністю порушень.
У 2013 та 2015 роках керівниками кіпрського Evolot Limited стали люди, пов'язані із різними структурами російської «Альфа-груп».
22 серпня 2014 року «М. С. Л.» поширило заяву громадянина Республіки Кіпр Маркоса Шіапаніса, у якому він стверджував, що він є головним власником компанії Evolot Limited, яка є власником «М. С. Л.». Маркос Шіапаніс.
У 2003 році структура власників була іншою:
- 53 % акцій МСЛ належали компанії «Олімпік Трейдинг», власниками якої були генеральний директор «М. С. Л.» Георгій Ложенко (60 %), Сергій Березовенко (26 %) і Ю. Березовенко (13 %);
- 40 % акцій належали Маркосу Шіапанісу;
- інші акції належали працівникам компанії.

## Соціальні проекти
З 2000 — партнер кінофестивалю «Молодість», спонсор гран-прі фестивалю. 2011 року винагорода склала $10 тис.
14 грудня 2011 року компанія стала одним зі спонсорів ремонту легкоатлетичного манежу «Динамо» у Луганську.
У листопаді 2014 року в Богуславі (Київська область) відкрито Навчально-тренувальний центр зимових видів спорту «Льодограй» вартістю 20 млн грн. «М. С. Л.» взяла на себе зобов'язання забезпечувати функціонування «Льодограю» протягом щонайменше десяти років.
У грудні 2014 року лотерея «Мегалот» від «М. С. Л.» зі Всеукраїнською організацією сприяння Збройним силам України «Сагайдаки» започаткувала проект «Граєш в Мегалот — допомагаєш армії». У рамках проекту половина прибутку, отримана від реалізації лотереї «Мегалот», спрямовувалася на підтримку ЗСУ.
У квітні 2016 року компанія «М. С. Л.» стала учасником "Центру «Розвиток корпоративної соціальної відповідальності» (Центр КСВ).
У 2017 році компанія «М. С. Л.» уперше став спонсором не тільки Гран-прі кінофестивалю «Молодість», але й головного призу Національного конкурсу українських дебютних короткометражних стрічок.
2018 — «М. С. Л.» підтримали режисерів-початківців та разом з кінофестивалем «Молодість» запустили конкурс «Молодість — безпрограшна лотерея» у рамках Shoot&Play. Митців-початківців заохочували створювати відеоролики тривалістю 1 хвилину, у яких була б відображена тема соціальної важливості лотерей. Винагородою стала грошова премія у розмірі $1000 за перше місце в конкурсі та презентація роботи-переможця на урочистому закритті кінофестивалю «Молодість».У 2018 році оператор державних лотерей «М. С. Л.» став партнером Центру «Розвиток КСВ» у проведенні всеукраїнського репрезентативного дослідження щодо поширеності практик корпоративної соціальної відповідальності.
Державна лотерея «Мегалот» від оператора державних лотерей «М. С. Л.» стала генеральним партнером і спонсором Першого міжнародного форуму Східної та Центральної Європи Via Carpatia, що відбувся 23-30 червня 2018 року в селі Криворівня (Івано-Франківська область) і став знаковою культурною та суспільною подією країни.
2019 — «М. С. Л.» спонсорував екстремальний фестиваль «„М. С. Л.“ Drive for Life Fest», який поєднує автомобільний, мотоциклетний, парашутний спорт, малу авіацію, повітряні кулі. Фестиваль відбувся 17-19 серпня у Коломиї.
У 2022 році компанія організувала благодійну лотерею «ДАР» (Допоможемо армії разом). Весь дохід від цієї лотереї спрямовується на фінансову підтримку ЗСУ.

## Критика
У 2015 році «М. С. Л.» потрапив під санкції РНБО через нібито російське коріння, зокрема, зв'язки з Альфа-Банком (Олександр Данилюк працював в афілійованій із цим банком структурі — Альфа-Капітал). Однак у 2018 році оператора виключили зі списку санкцій. Депутат від «Слуги народу» Данило Гетманцев, який сам працював в «М. С. Л.», а його фірма Jurimex працювала з цим оператором, визнавав наявність конфлікту інтересів у питанні грального бізнесу.